# Spézet
Spézet är en kommun i departementet Finistère i regionen Bretagne i västra Frankrike. Kommunen ligger i kantonen Carhaix-Plouguer som tillhör arrondissementet Châteaulin. År 2022 hade Spézet 1 743 invånare.

## Befolkningsutveckling
Antalet invånare i kommunen Spézet
Referens:INSEE